# West Bank Story
West Bank Story é um filme de comédia em curta-metragem estadunidense de 2006 dirigido e escrito por Ari Sandel. Venceu o Oscar de melhor curta-metragem em live action na edição de 2007.